# Paan

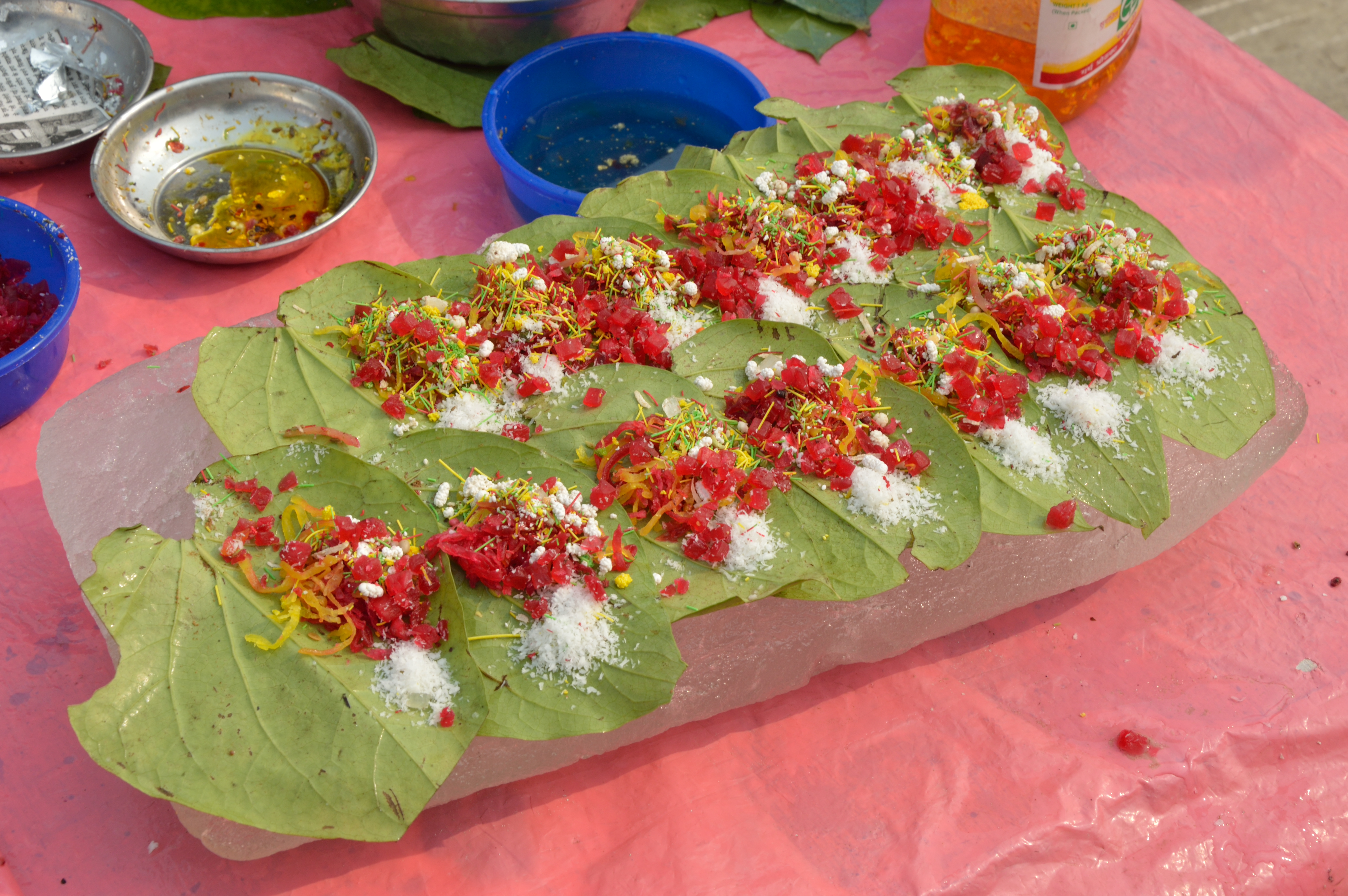

Il paan (dal sanscrito parṇa che significa "foglia") è una preparazione che combina foglie di betel con noce di areca e talvolta anche con tabacco.
Viene masticato per i suoi effetti stimolanti e psicoattivi, dopodiché può essere sputato o ingerito. Il Paan ha molte varianti: di solito viene usato l'idrossido di calcio per legare le foglie, mentre alcuni preparati dell'Asia meridionale fanno uso anche di pasta di Catechu o Mukhwas per rinfrescare l'alito.
L'origine e la diffusione del paan rimangono incerte, poiché vi sono poche prove inequivocabili a sostegno delle primissime date spesso citate, sebbene le prove botaniche suggeriscano fortemente che la palma areca non fosse originaria dell'Asia meridionale. Il paan viene anche consumato in molti altri paesi asiatici e in altre parti del mondo da alcuni emigranti asiatici, con o senza tabacco. È una formulazione che induce dipendenza ed euforia con effetti negativi sulla salute.